# مانوئل بورکه
مانوئل بورکه (اسپانیایی: Manuel Burque‎؛ زادهٔ ۱۹۸۰) بازیگر و فیلم‌نامه‌نویس اهل اسپانیا است.
از فیلم‌هایی که وی در آن‌ها نقش داشته است، می‌توان به ببخشید اگر عشق صدایت می‌زنم و این به نفع خود شماست اشاره نمود.